# Gaël Germany
Gaël Germany (ur. 10 maja 1983 w Sainte-Marie) – martynikański piłkarz występujący na pozycji pomocnika.

## Kariera klubowa
Germany karierę rozpoczynał w 2002 roku w zespole AS Samaritaine. Grał tam przez pięć lat. W 2007 roku wyjechał do Francji, gdzie został graczem klubu AC Arles z Championnat National. W 2009 roku awansował z nim do Ligue 2. W tym samym roku zespół zmienił nazwę na AC Arles. W 2010 roku Germany wywalczył z nim awans do Ligue 1. W lidze tej zadebiutował 7 sierpnia 2010 roku w przegranym 0:1 pojedynku z FC Sochaux-Montbéliard. 6 listopada 2010 roku w wygranym 3:2 spotkaniu z SM Caen strzelił pierwszego gola w Ligue 1. W 2011 roku spadł z klubem do Ligue 2. W styczniu 2013 odszedł do Paris FC, zaś w połowie tego samego roku wrócił do AS Samaritaine. W 2016 roku zakończył tam karierę.
| Sezon   | Klub             | Kraj    | Rozgrywki | Mecze | Bramki |
| ------- | ---------------- | ------- | --------- | ----- | ------ |
| 2007/08 | AC Arles-Avignon | Francja | National  | 16    | 1      |
| 2008/09 | AC Arles-Avignon | Francja | National  | 22    | 3      |
| 2009/10 | AC Arles-Avignon | Francja | Ligue 2   | 6     | 0      |
| 2010/11 | AC Arles-Avignon | Francja | Ligue 1   | 19    | 1      |
| 2011/12 | AC Arles-Avignon | Francja | Ligue 2   | 11    | 0      |
| 2012/13 | AC Arles-Avignon | Francja | Ligue 2   | 3     | 0      |
| 2012/13 | Paris FC         | Francja | National  | 10    | 0      |

## Kariera reprezentacyjna
W reprezentacji Martyniki Germany zadebiutował w 2003 roku. W tym samym roku został powołany do kadry na Złoty Puchar CONCACAF. Zagrał na nim w meczach ze Stanami Zjednoczonymi (0:2) i Salwadorem (0:1), a Martynika zakończyła turniej na fazie grupowej.